# آرتور هادل
آرتور هادل (انگلیسی: Arthur Hudgell; ۲۸ دسامبر ۱۹۲۰ – ۲۰۰۰ (۷۹−۸۰ سال)) بازیکن فوتبال اهل بریتانیا بود.
از باشگاه‌هایی که در آن بازی کرده‌است می‌توان به باشگاه فوتبال کریستال پالاس، باشگاه فوتبال ساندرلند، و باشگاه فوتبال اتون مانور اشاره کرد.

آرتور هادل برای ساندرلند و کریستال پالاس به عنوان مدافع کناری بازی کرد. هاجل قبل از امضای قرارداد با کریستال پالاس در سال 1937، برای تیم غیر لیگ Eton Manor بازی کرد.با این حال، او اولین بازی خود را در بزرگسالان انجام نداد تا اینکه باشگاه در فوتبال دوران جنگ شرکت کرد و اولین بازی او در لیگ تا فصل 1946–1947 انجام نشد.
او 25 بازی در لیگ برای کریستال پالاس انجام داد و یک گل به ثمر رساند. ساندرلند در ژانویه 1947 هاجل را به باشگاه آورد، برای 10000 پوند، سپس یک رقم بی سابقه برای یک مدافع کناری و او اولین بازی خود را در 1 فوریه 1947 در برابر بلکبرن روورز در برد 2-1 در ایوود پارک انجام داد.
او پس از انجام 260 بازی لیگ برای ساندرلند، بدون گلزنی، در می 1956 از فوتبال بازنشسته شد
آرتور هادل در سال 2000 در سن 79 یا 80 سالگی درگذشت.